# سیارک ۳۰۸۱
سیارک ۳۰۸۱ (به انگلیسی: 3081 Martinuboh، نامگذاری:1971UP) سه هزار و هشتاد و یکمین سیارک کشف شده‌است که در ۲۶ اکتبر ۱۹۷۱ کشف شد.
قدر مطلق سیارک برابر ۱۳٫۸۰ است.